# Miguel Herrero y Rodríguez de Miñón
Miguel Herrero y Rodríguez de Miñón (Madrid, 18 de junio de 1940) es un político y jurista español, uno de los llamados siete «padres» de la actual Constitución española de 1978. Es miembro permanente del Consejo de Estado desde 2009.

## Biografía

### Formación universitaria: jurídica y filosófica
Hijo del catedrático de instituto e hispanista Miguel Herrero García, estudió Derecho en Madrid, donde, según dice en sus Memorias de estío, pasó por «más estudioso que estudiante». Tras licenciarse en 1961, se doctoró en 1965 con una tesis sobre el Derecho Constitucional surgido tras la descolonización. Completó su formación en Oxford, en París y en Lovaina, donde se licenció en Filosofía en 1968. Letrado del Consejo de Estado desde 1966, muy pronto comenzó a colaborar en prensa —Diario Ya, Diario Madrid, Informaciones—, difundiendo sus ideas sobre lo que debería ser la Transición a la muerte de Francisco Franco.
En 1975 contrajo matrimonio con Cristina Jáuregui Segurola, hija de Ramón Jáuregui Epalza y de María Luisa Segurola Guereca.

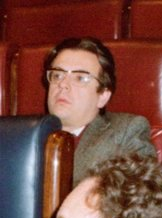
En 1980.

### Actividad política
Fue secretario general técnico del Ministerio de Justicia, colaborando de manera muy activa en la primera amnistía (1976), en la Ley para la Reforma Política y en la primera normativa electoral de la recién nacida democracia. Participó en la elaboración de la Constitución de 1978 y ocupó el cargo de portavoz en el Congreso de los Diputados, tanto del partido del Gobierno (UCD) como de la oposición (AP). Fue diputado de UCD entre 1977 y 1981. Algunos autores le han señalado como uno de los artífices de la «operación de acoso y derribo» contra Adolfo Suárez, que habría terminado con su coronación como jefe del grupo parlamentario de la UCD. Herrero de Miñón también habría mantenido contactos con líderes políticos de la oposición con el objetivo de sacar a Suárez del poder.
Abandonó UCD en febrero de 1982, ingresando en julio de dicho año en Alianza Popular. Fue a su vez elegido diputado de AP y del PP en los comicios de 1982, 1986 y 1989.
En 1979 resultó elegido concejal del Ayuntamiento de Madrid en las elecciones municipales de abril. En 1987 optó a la presidencia de Alianza Popular, pero fue derrotado por Antonio Hernández Mancha.

### Actividad profesional
Su dilatada carrera profesional incluye los puestos de consejero del Banco Exterior de España, vicepresidente de la Comisión Jurídica, de la Asamblea Consultiva del Consejo de Europa (1979-1982) y vicepresidente de la Comisión Política de la Asamblea del Atlántico Norte, órgano del que formó parte de 1983 a 1993. Además, ha sido miembro de la Comisión Trilateral. 
Militó en el Partido Popular hasta 2004.
Estudioso del derecho constitucional y las relaciones internacionales, ha publicado numerosos trabajos, colabora asiduamente en prensa y radio, y ejerce también como abogado y consultor.
Participó, entre 1998 y 2009, una vez a la semana en la Tertulia de sabios junto a Santiago Carrillo, exsecretario general del Partido Comunista de España, Ernest Lluch y Pere Portabella en el programa La Ventana de la Cadena SER. Abandonó el programa debido a su nombramiento como miembro permanente del Consejo de Estado.
Fue miembro del Tribunal Constitucional del Principado de Andorra entre 2001 y 2009, presidiéndolo entre 2001 y 2003.
Miguel Herrero, que sigue teniendo en la actualidad cierta presencia en la vida pública, es asiduo colaborador de la Universidad Internacional Menéndez Pelayo.
Desde 2009 es consejero permanente del Consejo de Estado, habiendo presidido las secciones tercera (2009-2020) y primera (2020-actualidad). Asimismo, ha sido presidente del Consejo de Estado, de forma interina, en dos ocasiones.

## Ideología
Autopresentado como «españolista de la España Grande», ha sido encuadrado como representante de una corriente minoritaria de nacionalismo de tipo neoforalista en el espacio conservador español.. En ese sentido, escribiría: 
La plurinacionalidad no constituye amenaza alguna para la integridad de España, porque es parte esencial de su ser profundo. Pero sí es un grave riesgo para dicha integridad el desconocimiento de este rasgo constitutivo de su propia estructura. La realidad suele vengarse de quienes la ignoran.

## Academias y asociaciones a las que pertenece
- Miembro de la Real Academia de Ciencias Morales y Políticas desde el 9 de abril de 1991.[9]
- Miembro correspondiente de la Academia Nacional de Derecho de Buenos Aires (2017).
- Miembro correspondiente de la Academia Nacional de Derecho de Córdoba (2017).
- Miembro correspondiente de la Academia Nacional de Ciencias Morales y Políticas de la República Argentina.

## Premios y reconocimientos
- Gran Cruz de la Orden de Isabel la Católica (1978)
- Premio Blanquerna de la Generalidad de Cataluña (1988)
- Premio Sabino Arana (1998).
- Gran Oficial de la Orden al Mérito de la República italiana (1999)
- Cruz de san Jordi (2000)
- Collar de la Orden del Mérito Civil (2003)
- Doctor honoris causa por la Universidad de Buenos Aires (UBA) (2017)
- Doctor honoris causa por la Universidad Pontificia Comillas (2018)[18]

## Obras
- El principio monárquico (1971)
- Idea de los derechos históricos (1991)
- Memorias de estío (1993)
- La reforma del Senado (1996)
- El aguijón. Un relato de ficción (1997)
- Derechos históricos y Constitución (1998)
- 20 años después. La constitución cara al siglo XXI (1998)
- El valor de la Constitución (2003)
- Cádiz a contra pelo: 1812-1978 : dos constituciones en entredicho (2013)[19]